# هامينلينا

موقع هامينلينـّا

شعار هامينلينـّا

هامينلينا (بالفنلندية Hämeenlinna، بالسويدية Tavastehus) مدينة فنلندية يقطنها حوالي 66.645 ساكن، في قلب مقاطعة هامي التاريخية في جنوب البلاد وهي مسقط رأس الموسيقار جان سيبليوس.
تتبع اليوم إقليم كانتا هامي. من المدن القريبة العاصمة هلسنكي (105 كم) ، تامبيري (73 كم) لهتي (72 كم).
تقع في المدينة قلعة هامي القروسطية .
دمجت بلديات: هاوهو وكالفولا و لامي ورنكو و تولوس مع هامينلينـّا في 1 يناير 2009.

## التاريخ
تواجدت مستوطنة تدعى فانايا على بحيرة فانايافيسي حيث المدينة قائمة اليوم منذ عصر الفايكنغ. بنيت القلعة أواخر القرن الثالث عشر لتأمين الهيمنة السويدية في فنلندا الوسطى . قرية ولد بالقرب من قلعة هامي لتوفير الخدمات والسلع للسكان.
منحت القرية حقوق المدينة عام 1639 و بعد فترة وجيزة من ذلك أقام ملك السويد على بعد كيلومتر جنوباً بالتلة حيث هي قائمة الآن.
تشتهر المدينة بالمدارس والأكاديميات حيث درس بها العديد من مشاهير الفنلنديين . أوسمت المدارس والحكومة و الجيش حياة هامينلينا على مر التاريخ.
أول خط سكة حديد بفنلندا افتتح بين هامينلينا وهلسنكي في عام 1862. أنشأت محطة قطارات هامينلينا الحالية (بالفنلندية Rautatieasema) في عام 1921.

## شخصيات بارزة
ولد الملحن جان سيبيليوس ونشأ في هامينلينا. وتخرج من مدرسة هامينلينا سنة 1885.
تخرج الشاعر إينو لينو من ثانوية هامينلينـّا العليا.
تخرج يوهو كوستي بآسيكيفي (رئيس فنلندا السابع) من ثانوية هامينلينـّا العليا.
فرقة الميتال توريساس من هامينلينا.
ولد أنتوني هامالاينن (مطرب بفرقة الميتال اليونانية السويدية نايتريج) في هامينلينا.
ولد القوي والفاعل يوكو أهولا في هامينلينا. وفاز عامي 1997 و 1999 أقوى رجل في العالم ، ويشغل الآن منصب أحد القضاة في المسابقة.
و لد لاعب مينيسوتا لهوكي الجليد أنتي مييتينن في هامينلينا في عام 1980 ويعود هناك في غير موسمها.
تزوج كيمي رايكونن (سائق الفورمولا واحد) و ييني دالمان في هامينلينا سنة 2004.
فرقة البونك بوهاكولو من هامينلينا.

## التوأمة
هامينلينا مـُتوأمة مع:
- باروم، النرويج
- تسيليه، ألمانيا
- فريدركسبيرغ، الدنمارك
- كيكرتارسواتسيات، غرينلاند
- هافنارفيوردور، أيسلندا
- تفير، روسيا
- بوشبوكلاداني، المجر
- تورون، بولندا
- أوبسالا، السويد
- فايمار، ألمانيا
- تارتو، إستونيا

## الرياضة
- نادي هامينلينا لهوكي الجليد
- فريق كرة القدم هامينلينا
- استضافت المدينة منافسات الخماسي الحديث ضمن ألعاب أولمبية صيفية 1952 بجوار هلسنكي.

## وصلات خارجية
- تقرير دورة الألعاب الأولمبية سنة 1952. pp. 60–2.
- مدينة هامينلينا – الموقع الرسمي
- قلعة هامي